# 鑄鐮龍屬
鑄鐮龍屬（學名：Falcarius）是手盜龍類鐮刀龍超科恐龍的一屬，化石於2005年在美國猶他州東部發現。牠的學名是拉丁文的「鐮刀」之意，用以描述牠那笨重的手掌。鑄鐮龍與近年在中國發現的下白堊紀北票龍，有助於釐清鐮刀龍超科在獸腳亞目中的演化關係。

## 古生物學

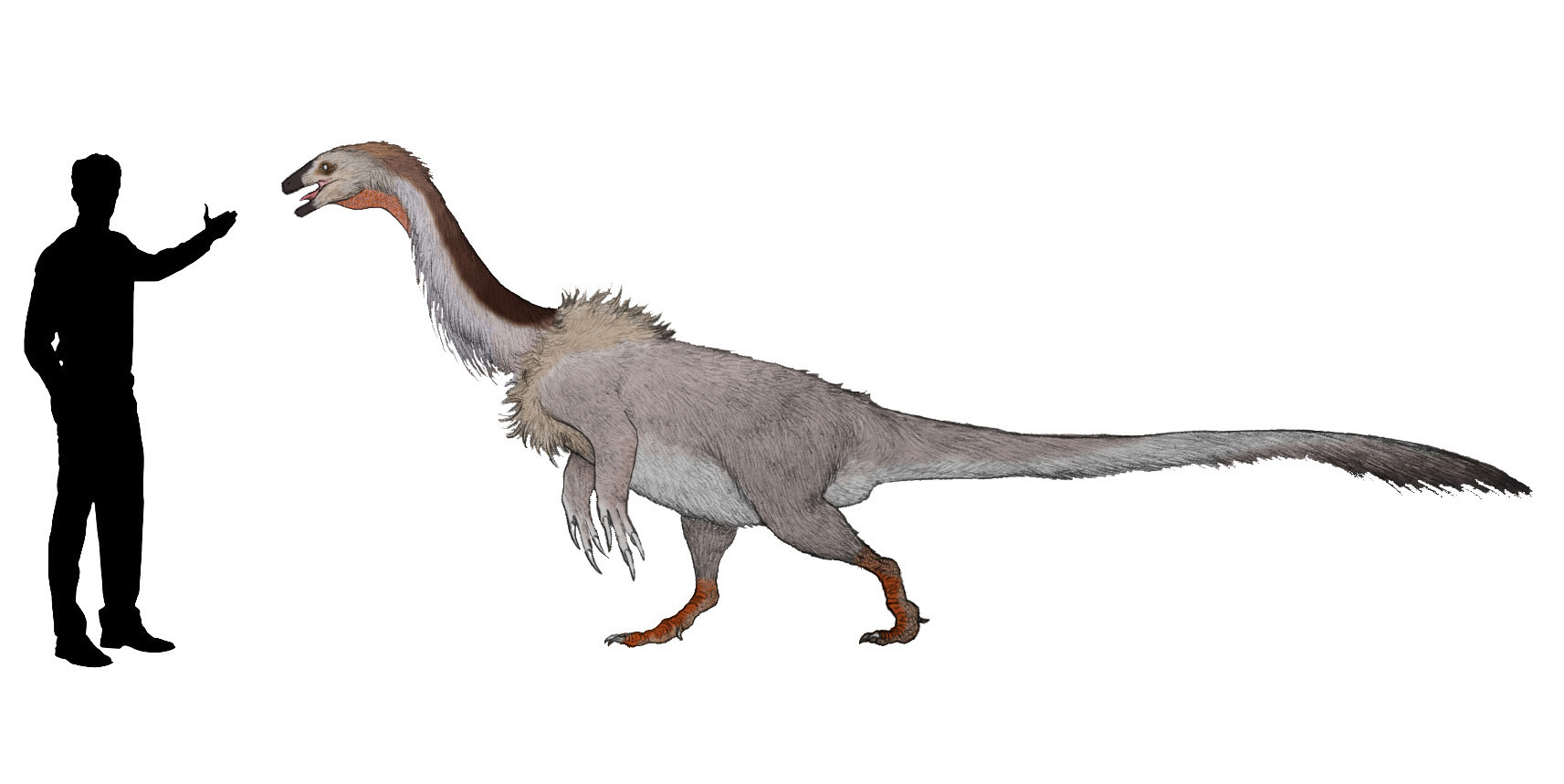
鑄鐮龍的想像圖

鑄鐮龍的化石是發現於猶他州的雪松山組Yellow Cat段，挖掘地點約有2公頃，包括約有數百，甚至數千頭標本，但只有少量被發掘出來。根據幾頭鑄鐮龍的化石，科學家推測鑄鐮龍的體型矮胖，具有羽毛、以及鐮刀狀的指爪。模式種是猶他鑄鐮龍，平均身長約3.7-4米，僅超過1.2米高。加上牠的長頸，鑄鐮龍可以接觸到1.5米高的樹葉或水果。根據葉狀牙齒及10-13厘米長的指爪，顯示牠是雜食性動物。

## 分類
猶他鑄鐮龍生活於1億3000萬至1億2500萬年前的下白堊紀巴列姆階，非常類似鐮刀龍科。鑄鐮龍不屬於鐮刀龍科，但屬於鐮刀龍超科。鐮刀龍超科的特徵是有像鳥類的骨盆、較大的腦殼、骨頭中空的長頸。較進階型的亞洲近親更是有羽毛覆蓋，鑄鐮龍被假設也具有羽毛。一種體型較大、類似樹懶的鐮刀龍超科恐龍，稱為懶爪龍，是於1990年代末在新墨西哥州發現，並於2001年命名。但被估計生存於9000萬年前。懶爪龍是首個在北美洲發現的鐮刀龍超科。
鑄鐮龍正式於2004年被描述，但要到2005年才正式被命名。牠被認為為是巨大草食性鐮刀龍超科及肉食性恐龍之間的遺失連結。
猶他鑄鐮龍的骨骼目前在猶他自然歷史博物館展覽。

## 外部連結
- BBC （页面存档备份，存于）
- Therizinosauroidea - UCMP, Berkeley （页面存档备份，存于）